# Gilbert Deleu
Gilbert Deleu (Wervik, 10 september 1943 - Komen, 18 juli 2019) was een Waals politicus.
Gilbert Deleu groeide op in Kruiseke nabij Wervik. In 1971 stond hij voor het eerst op de lijst van de partij cdH en was tot in 1988 schepen van Komen-Waasten. Dat jaar volgde hij zijn vriend Daniel Pieters op als burgemeester. In oktober 2012 nam hij als lijsttrekker van Action voor de laatste keer deel aan de gemeenteraadsverkiezingen. De lijst Action behield nipt de absolute meerderheid. Gilbert Deleu begon in 2012 aan zijn vijfde ambtstermijn als burgemeester. 
In januari 2016 kreeg hij echter een beroerte. Nadien volgde ook nog een tweede beroerte, waardoor hij zijn burgemeesterschap niet meer ten volle kon uitoefenen. Toenmalig eerste schepen Marie-Eve Desbuquoit werd tot aan de gemeenteraadsverkiezingen van oktober 2018 waarnemend burgemeester van Komen-Waasten. Gilbert Deleu was verlamd en verbleef in het woonzorgcentrum Saint-Joseph in Komen. Aldaar overleed hij op 18 juli 2019.
Hij was van 1988 tot in 2018 burgemeester van Komen-Waasten, waarvan de laatste twee jaar als titelvoerend burgemeester omwille van gezondheidsredenen.  Hij was ook ondervoorzitter van de partij cdH in het arrondissement Doornik.